# Интегральная показательная функция

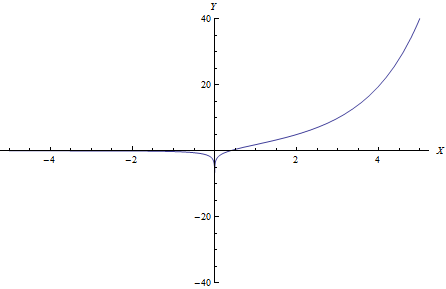
График функции

Интегральная показательная функция — специальная функция, обозначаемая символом {\displaystyle \operatorname {Ei} }.

## Определение на множестве вещественных чисел
Наиболее распространено следующее определение {\displaystyle \operatorname {Ei} } (см. график):
{\displaystyle \operatorname {Ei} (x)=\mathrm {v.p.} \int \limits _{-\infty }^{x}{\frac {e^{t}}{t}}\,\mathrm {d} t=\gamma +\operatorname {ln} |x|+\sum \limits _{n\geq 1}{\frac {x^{n}}{n!\cdot n}},\;x\in \mathbb {R} ,\;(1)}
где {\displaystyle \gamma } есть постоянная Эйлера-Маскерони.
Интеграл в смысле главного значения в (1) имеет различные разложения в ряд при положительных и
отрицательных x, что затрудняет его аналитическое продолжение на комплексную плоскость [то есть обобщение (1) на случай комплексных значений x].
По этой причине определение (1) представляется ущербным; вместо него более уместно использовать [несовместимое с (1)]

## Основное определение
Интегральная показательная функция — специальная функция, определяемая интегралом
{\displaystyle \operatorname {Ei} (z)=\int \limits _{-\infty }^{z}{\frac {e^{t}}{t}}\,\mathrm {d} t=\gamma +\operatorname {ln} (-z)+\sum \limits _{n\geq 1}{\frac {z^{n}}{n!\cdot n}},\;|\arg(-z)|<\pi ,\;(2)}
Подобно ряду для экспоненциальной функции, бесконечная сумма в (2) сходится в любой точке комплексной плоскости.
Результат интегрирования в (2) зависит не только от {\displaystyle z}, но и
от пути интегрирования, а именно, определяется тем, сколько раз путь интегрирования огибает
точку {\displaystyle t=0}, в окрестности которой подынтегральное выражение в (2) приближённо равно {\displaystyle 1/t}.
Таким образом, функция {\displaystyle \operatorname {Ei} (z)} является многозначной, а особая точка {\displaystyle z=0} является логарифмической точкой ветвления.
Как и в случае с логарифмической функцией {\displaystyle \operatorname {ln} z}, различие в значениях
различных ветвей функции (при фиксированном {\displaystyle z}) кратно {\displaystyle 2\pi i}.
Ниже будем рассматривать только главную ветвь (значение) {\displaystyle \operatorname {Ei} }, соответствующую главной ветви {\displaystyle \operatorname {ln} } в (2). Общепринятый разрез комплексной плоскости для {\displaystyle \operatorname {ln} z}
(вдоль отрицательной вещественной оси) соответствует разрезу вдоль положительной вещественной оси для функции {\displaystyle \operatorname {Ei} (z)}.
Фиксируем также и главную ветвь аргумента: {\displaystyle -\pi <\operatorname {arg} z\leq \pi } и далее будем считать, что {\displaystyle \operatorname {Ei} } — однозначная аналитическая функция, определённая на всей комплексной плоскости за исключением разреза вдоль положительной вещественной оси.

## Возникновение Ei при вычислении интегралов
Интеграл от произвольной рациональной функции, помноженной на экспоненту, выражается в конечном виде через функцию {\displaystyle \operatorname {Ei} } и элементарные функции.
В качестве простого примера интеграла, сводящегося к интегральной показательной функции рассмотрим (предполагая, что {\displaystyle b>0})
{\displaystyle \int \limits _{0}^{+\infty }{\frac {e^{ibx}\mathrm {d} x}{x+iz}}={\begin{cases}-e^{bz}\operatorname {Ei} (-bz),&\operatorname {arg} z\not \in [\pi /2,\pi ],\\-e^{bz}\left[\operatorname {Ei} (-bz)-2\pi i\right],&\operatorname {arg} z\in (\pi /2,\pi ).\end{cases}}\;(2)}
Из (2) следует, что при вещественных значениях {\displaystyle y} и {\displaystyle b}
{\displaystyle \int \limits _{0}^{\infty }{\frac {x\cos bx\,\mathrm {d} x}{x^{2}+y^{2}}}=-{\frac {1}{2}}\left[e^{|by|}\operatorname {Ei} (-|by|)+e^{-|by|}\operatorname {Ei} _{1}(|by|)\right],\;(3)}
где {\displaystyle \operatorname {Ei} _{1}} есть т. н.
модифицированная интегральная показательная функция:
{\displaystyle \operatorname {Ei} _{1}(y)={\frac {1}{2}}\left[\operatorname {Ei} (y+i0)+\operatorname {Ei} (y-i0)\right]=\gamma +\operatorname {ln} y+\sum \limits _{n\geq 1}{\frac {y^{n}}{n!\cdot n}},\;y>0,\;\operatorname {Ei} _{1}(y)\in \mathbb {R} .\;(4)}
Фактически (4) совпадает с функцией, определённой в (1), и нередко
функцию {\displaystyle \operatorname {Ei} _{1}} обозначают символом {\displaystyle \operatorname {Ei} }, что может приводить к ошибкам.
При получении результата (3) было использовано значение интеграла
{\displaystyle \int _{0}^{\infty }{\frac {x\sin bx\,\mathrm {d} x}{x^{2}+z^{2}}}={\frac {\pi }{2}}\operatorname {exp} [-bz\operatorname {sign} \Im z],\;b>0.}
Интеграл (3) можно рассматривать как вещественную функцию вещественных аргументов {\displaystyle b} и {\displaystyle y}.
Логично потребовать, чтобы такая функция выражалась только через вещественные величины.
Это требование оправдывает введение дополнительного [вдобавок к уже определённому в (2) {\displaystyle \operatorname {Ei} }]
символа {\displaystyle \operatorname {Ei} _{1}}.
Результат (3) несложно обобщить на произвольные (за исключением чисто мнимых) комплексные значения параметра {\displaystyle z}:
{\displaystyle \int _{0}^{\infty }{\frac {x\cos bx\,\mathrm {d} x}{x^{2}+z^{2}}}=-{\frac {1}{2}}\left\{e^{bz}\operatorname {Ei} (-bz)+e^{-bz}\left[\operatorname {Ei} (bz)+\pi i\operatorname {sign} \Im z\right]\right\},\;b>0,\;\Re z\neq 0.\;(5)}
Формулу (3) для {\displaystyle b>0} и {\displaystyle y>0} можно получить, положив {\displaystyle z=y\pm i0} в (5).
Интеграл (5) можно найти на стр. 320 справочника Прудникова,
однако же приведённое там выражение верно только для действительных значений {\displaystyle z} и при условии, что для функции
{\displaystyle \operatorname {Ei} } используется определение (1).
Следует заметить, что вычисление подобных интегралов (в особенности при комплексных значениях параметров) опасно доверять
коммерческим системам компьютерной алгебры. Из-за неразберихи с обозначениями (использования символа
{\displaystyle \operatorname {Ei} } вместо {\displaystyle \operatorname {Ei} _{1}}) нельзя полностью доверять также и справочникам.